# Giuse Maria Trịnh Như Khuê
Giuse Maria Trịnh Như Khuê (11 tháng 12 năm 1898 – 27 tháng 11 năm 1978) là một hồng y thuộc Giáo hội Công giáo Rôma và là hồng y tiên khởi của Việt Nam. Khẩu hiệu Giám mục của ông là Hãy theo Thầy.
Trịnh Như Khuê sinh ra tại Hà Nam trong một gia đình có thân phụ dạy chữ Hán. Từ nhỏ ông đã có chí hướng tu trì, sau khoảng thời gian dài tu học, năm 1933, ông được phong chức linh mục. Sau khi trở thành linh mục, ông lần lượt giữ nhiều vai trò khác nhau như linh mục phó xứ Khoan Vĩ, Giáo sư Tiểu chủng viện Hoàng Nguyên, phó xứ rồi chính xứ Hàm Long. Do có lòng sùng kính đặc biệt Đức Bà Maria, ông ghép thêm tên thánh của mình trở thành Giuse Maria.
Tháng 4 năm 1950, Tòa Thánh Vatican bổ nhiệm linh mục Giuse Maria Trịnh Như Khuê làm Đại diện Tông Tòa Hạt Đại diện Tông Tòa Hà Nội (địa phận Hà Nội). Lễ tấn phong Giám mục cho Tân Giám mục được tổ chức vào ngày 15 tháng 8 cùng năm tại Nhà thờ Lớn Hà Nội.
Năm 1960, cùng với sự thành lập hàng giáo phẩm Việt Nam, Trịnh Như Khuê trở thành Tổng Giám mục Tiên khởi của Tổng giáo phận Hà Nội. Chưa đầy 3 năm sau, ngày 2 tháng 6 năm 1963, ông bất ngờ phong chức Tổng Giám mục phó với quyền kế vị cho linh mục Giuse Maria Trịnh Văn Căn.
Cuối tháng 4 năm 1976, Giáo hoàng Phaolô VI tuyên bố vinh thăng Tổng Giám mục Trịnh Như Khuê là Hồng y In pectore (tức "trong ngực/trái tim" trong tiếng Latinh) và công bố vào ngày 24 tháng 5 cùng năm. Trịnh Như Khuê là Hồng y người Việt đầu tiên, mang tước vị Hồng y Linh mục nhà thờ San Francesco di Paola ai Monti. Ông cũng được bổ nhiệm làm thành viên Thánh bộ Phụng tự và Kỷ luật Bí tích. Sau khi sang Vatican lần lượt bầu hai tân Giáo hoàng, ngày 27 tháng 11 năm 1978, ông đột ngột qua đời vì nhồi máu cơ tim.

## Thân thế và những năm đầu tu nghiệp
Giuse Trịnh Như Khuê sinh ngày 11 tháng 12 năm 1898 tại làng Tràng Duệ, xã Tràng An, huyện Bình Lục, tỉnh Hà Nam, thuộc Tổng giáo phận Hà Nội, là con trai trưởng trong một gia đình Công giáo có 10 anh chị em. Thân phụ ông, Trịnh Như Thành là một nho sinh, từng dự định tham gia thi cử tại trường thi Nam Định nhưng bị triều đình cấm thi. Vì vậy, Trịnh Như Thành về mở trường dạy chữ Hán, đồng thời làm chánh trương giáo xứ kiêm chức vụ lý trưởng. Thân mẫu ông dâng tiến cậu bé Khuê cho Bà Maria từ thuở mới sinh. Do có lòng sùng kính đặc biệt Đức Bà Maria, cậu bé Khuê được ghép thêm tên thánh Maria, mang tên thánh Giuse Maria.
Lên 6 tuổi, cậu bé Khuê học khai tâm chữ Hán và tỏ ra rất nhanh lẹ, ít lâu sau đã đọc được sách truyện Tử đạo bằng chữ Nôm. Thân phụ cậu phản đối ý tưởng tu trì nhưng bà nội cậu can thiệp và thân phụ đồng ý cho cậu đi theo con đường tu nghiệp. Thấy cậu bé Khuê có chí hướng đi tu, linh mục chính xứ tên Thông quyết định nhận cậu làm con nuôi và giới thiệu cho vào tu tập tại Tiểu chủng viện Hoàng Nguyên. Sau khi mãn khóa, Trịnh Như Khuê trở thành một thầy giảng, được phân công về Nhà thờ Hàm Long. Linh mục chính xứ giáo xứ Hàm Long là Dépaulis giới thiệu cho thầy giảng Khuê vào học tiếp tại trường Puginier, một trường tư thục Công giáo do các tu sĩ Dòng La San điều hành. Sau khi kết thúc khóa học, thầy Khuê tiếp tục con đường tu học bằng việc vào Đại chủng viện Kẻ Sở học triết học. Trịnh Như Khuê được nhận xét là thông minh và chăm học. Cuối năm học thứ hai, chủng sinh Khuê do mắc chứng bệnh nhức đầu nên quyết định về dưỡng bệnh tại nhà xứ của linh mục Thông. Nhận được tin, linh mục Dépaulis lại gọi chủng sinh Trịnh Như Khuê đến Hà Nội để săn sóc.
Ngày 20 tháng 5 năm 1925, Giáo hoàng Piô XI thiết lập Khâm sứ Tòa Thánh tại Việt Nam và cử Giám mục Constantino Ayuti làm Khâm sứ đại diện Tòa Thánh. Thầy giảng Giuse Trịnh Như Khuê được Giám mục Tông Toà Hà Nội Pierre Gendreau Đông đề cử làm thông ngôn cho Khâm sứ Toà Thánh Ayuti, tháp tùng vị Giám mục này này đi kinh lược. Trịnh Như Khuê tháp tùng Khâm sứ Tòa Thánh nhiều chuyến đi mục vụ và rất thông thạo tiếng Pháp, nên hỗ trợ Khâm sứ Ayuti một cách đắc lực. Khâm sứ Tòa Thánh ngỏ ý gửi thầy giảng Khuê du học Pháp, tuy vậy, ông không nhận. Trong thời kỳ này, vào mỗi buổi chiều, Khâm sứ Tòa Thánh cùng Trịnh Như Khuê tản bộ tại phố phường Hà Nội.
Sau khi Khâm sứ Ayuti qua đời tại Sài Gòn ngày 29 tháng 7 năm 1928, thầy giảng Trịnh Như Khuê trở về Hà Nội và đi giúp xứ Kẻ Noi. Linh mục chánh xứ vốn khó tính, có rất nhiều lượt thầy giảng để hỗ trợ nhưng đều không hài lòng. Tuy vậy, linh mục này lại hài lòng với thầy giảng Khuê nên chỉ một năm sau, Trịnh Như Khuê được gọi về Đại chủng viện Kẻ Sở học thần học.

## Thời kỳ linh mục (1933–1950)
Ngày 1 tháng 4 năm 1933, tại Kẻ Sở, Đại diện Tông Tòa Hạt Đại diện Tông Tòa Hà Nội (quen gọi là Địa phận Hà Nội) Pierre Gendreau Đông phong chức linh mục cho thầy giảng Giuse Trịnh Như Khuê và bổ nhiệm vị tân linh mục làm linh mục phó giáo xứ Khoan Vĩ. Trong thời gian đảm trách vai trò này, linh mục Khuê tổ chức nhiều hoạt động tôn giáo nổi bật như lập đoàn Nghĩa binh của thiếu nhi, tổ chức các lễ trọng, rước kiệu Bà Maria, thăm viếng an ủi giáo dân, đặc biệt quan tâm đến những người khó khăn. Sau một năm ở Khoan Vĩ, linh mục Khuê được thuyên chuyển về làm Giáo sư Tiểu chủng viện Hoàng Nguyên và ông đã dạy học tại chủng viện này trong vòng 7 năm. Nhiều chủng sinh ấn tượng về trình độ và lòng yêu mến bà Maria của linh mục Trịnh Như Khuê. Trong thời kỳ này, linh mục Khuê từng có ý định gia nhập dòng Phước Sơn, tuy vậy ý định không thành. Năm 1941, ông gia nhập dòng ba Phanxicô và được Giám mục Đại diện Tông Tòa Hà Nội bổ nhiệm về nhận chức vụ linh mục phó giáo xứ Hàm Long, trợ giúp cho linh mục chính xứ là linh mục Dépaulis (Hương). Thời kỳ này, nạn đói nặng nề đã xảy ra ở miền Bắc Việt Nam vào năm 1945, linh mục Như Khuê đã cùng nhiều người tích cực tham gia các hoạt động cứu đói. Trong thời gian này, ông còn cử hành nghi thức Rửa tội cho 3.000 người.
Năm 1947, linh mục Dépaulis về Pháp, linh mục Giuse Trịnh Như Khuê được chọn làm linh mục chính xứ giáo xứ Hàm Long, một giáo xứ lớn của Hà Nội. Với cương vị chính xứ, ông đã cho thành lập một tổ chức đoàn thể lấy tên "Đạo binh Đức Mẹ", còn gọi là "Đạo Binh Xanh". Trong thời kỳ này, Trịnh Như Khuê đề cao tính kỷ luật trong binh đoàn ông đã thiết lập và luôn hỗ trợ những người muốn tìm hiểu giáo lý. Ngày 12 tháng 8 năm 1948, linh mục Khuê công bố thành lập Legio Mariae Việt Nam, với chỉ 6 hội viên ban đầu. Tháng 2 năm 1950, một linh mục người Việt mới được thụ phong đã được Giám mục địa phận thuyên chuyển về phụ giúp linh mục Khuê, đó là linh mục Giuse Maria Trịnh Văn Căn. Về sau này, cả hai vị linh mục chính và phó xứ đều trở thành những vị Hồng y của Giáo hội Công giáo Việt Nam.

## Thời kỳ Đại diện Tông Toà Hà Nội (1950–1960)

### Bổ nhiệm và tấn phong

Huy hiệu Giám mục Trịnh Như Khuê

Ngày 18 tháng 4 năm 1950, Tòa Thánh loan báo thông tin bổ nhiệm linh mục Giuse Maria Trịnh Như Khuê, hiện đang là linh mục chính xứ giáo xứ Hàm Long, làm Giám mục hiệu tòa Synaus, Đại diện Tông Tòa Hạt Đại diện Tông Tòa Hà Nội. Giám mục Khuê là vị Giám mục người Việt thứ 7 của Giáo hội Công giáo Việt Nam. Với chức vụ Đại diện Tông Tòa Địa phận Hà Nội, Giám mục Khuê cũng trở thành Giám mục người Việt đầu tiên lãnh nhận chức vụ này ở Địa phận. Linh mục phó xứ Giuse Maria Trịnh Văn Căn được Tân Giám mục chọn làm thư ký Toà Giám mục.
Nhận định về vai trò Giám mục Địa phận Hà Nội, Trịnh Như Khuê cho rằng, việc đón nhận trách nhiệm quản lý địa phận khi thời thế đang hiểm nguy và đen tối là một trách nhiệm nặng nề. Ông cho rằng khắp nơi điêu tàn về cả tinh thần và vật chất, nhất là về tinh thần. Nói về tương lai, Giám mục tân cử Hà Nội đánh giá đó là những ngày bấp bênh và đầy tính đe dọa, không tươi sáng, nhiều dấu hiệu báo trước viễn cảnh u ám đáng lo ngại.
Trong Thư chung đầu tiên gửi giáo dân Địa phận Hà Nội vào ngày 22 tháng 7 năm 1950, Trịnh Như Khuê viết về những đau khổ trong thời điểm thực tại, sự giúp đỡ tín hữu của bà Maria, cũng như hướng dẫn chi tiết các linh mục địa phận về việc dâng địa phận cũng như giáo xứ cho Trái tim vô nhiễm Nguyên Tội bà Maria. Ngoài ra, ông cũng thông báo về việc lễ tấn phong chức Giám mục cho mình dự kiến tổ chức tại Rôma, nhưng sau đó, vì một số bất tiện, ông không thể đến Rôma cử hành nghi thức tấn phong. Trước đó, tân Giám mục dự tính được tấn phong vào ngày 1 tháng 10, lễ kính Têrêsa thành Lisieux, một vị Thánh của Giáo hội Công giáo.
Lễ tấn phong Giám mục cho Tân Giám mục Đại diện Tông Tòa Hà Nội đã diễn ra vào ngày 15 tháng 8 năm 1950 tại Nhà thờ Lớn Hà Nội do Đại diện Tông Tòa Hạt Đại diện Tông Tòa Phát Diệm Tađêô Lê Hữu Từ chủ phong với hai Giám mục phụ phong là Giám mục Phêrô Maria Phạm Ngọc Chi, Đại diện Tông Toà Hạt Đại diện Tông Tòa Bùi Chu và Giám mục Franciscô Gomez de Santiago, OP – Đại diện Tông Toà Hạt Đại diện Tông Tòa Hải Phòng. Giám mục Tân cử Trịnh Như Khuê xem việc được tấn phong vào lễ Đức Mẹ Hồn xác lên trời là một ơn ông được lãnh nhận. Do có lòng sùng kính đặc biệt bà Maria, ông ghép thêm tên thánh của mình trở thành Giuse Maria.

### Mục vụ trước di cư năm 1954
Sau lễ tấn phong, tân Giám mục Trịnh Như Khuê gửi thư chung thứ 2 đến giáo dân địa phận vào ngày 8 tháng 9 năm 1950. Trong thư, ông đề cập đến việc tạo một nhà nguyện nhỏ hỗ trợ các linh mục "Cấm phòng" – suy niệm riêng tư với Thiên Chúa. Ông cũng cho biết các linh mục nên siêng năng thực hiện việc này. Giám mục Khuê cũng đề cập: tuy công việc còn nhiều, nhưng nhận tin báo Giáo hoàng sẽ công bố tín điều Đức Mẹ Hồn xác lên trời làm cho ông vui mừng, phấn khởi, nên quyết định đi đến Rôma cuối tháng 9 và cho biết nhằm mục đích tham dự buổi lễ quan trọng, cảm tạ Mẹ Maria cũng như tiếp kiến Giáo hoàng. Trước đó, vì không thể hoàn thành ý định sang Rôma để truyền chức, Trịnh Như Khuê dự định sẽ đến viếng thăm nơi này nhân dịp Giáo hoàng công bố sắc lệnh công nhận một số tín hữu tử đạo vào hàng ngũ Chân phước vào năm 1951. Trong thư chung số 2, Giám mục Hà Nội cũng loan báo ông đến Lộ Đức và Fatima nhằm kêu gọi sự phù trợ của bà Maria cho địa phận, đồng thời mang một tượng Đức Mẹ Fátima đã làm phép về địa phận. Đính kèm thư chung này là thư thành lập Hội Trinh nữ Đức Mẹ Chúa Trời với mục đích lập một hội cung cấp tiền bảo trợ cho các chủng sinh đang tạm dừng việc học theo mô hình châu Âu. Điều lệ quy định, bề trên địa phận chính là giám đốc chung của hội trong địa phận. Trong thư đính kèm cũng có nhiều quy định và chi tiết khác nhau.
Một tháng sau ngày tấn phong, Trịnh Như Khuê viếng thăm Roma với mục đích cảm tạ Tòa Thánh. Đồng thời, trong chuyến đi này, Giám mục Khuê cũng tham gia và thực hiện các công việc mục vụ khác như tham dự lễ tuyên tín Đức Mẹ Hồn xác lên trời vào ngày 1 tháng 11, thăm viếng các thánh địa nổi tiếng về bà Maria là Đức Mẹ Lộ Đức, Đức Mẹ Fatima để cầu nguyện cũng như ghé thăm Dublin ở Ireland, nơi sáng lập phong trào Legio Mariae để học tập, áp dụng ở Việt Nam. Trong thời gian viếng thăm này, Giám mục địa phận Hà Nội viết Thư chung số 3 gửi cho toàn thể hàng giáo sĩ cũng như giáo dân Hà Nội, trong thư, Giám mục Khuê đề cập đến việc lý do quyết định đến Rôma của mình, nhận xét về lòng thành kính của giáo dân đối với Mẹ Maria. Ngoài ra, nội dung thư này, Trịnh Như Khuê loan báo thành lập Hội Đức Bà Lên Lời cho toàn thể Địa phận từ quy mô trước đó ở Nhà thờ Hàm Long, với mục đích cầu nguyện, xin lễ cho Việt Nam, xin các ơn ích khác, quan trọng là ơn chết lành. Cuối thư, ông loan báo đến các giáo dân rằng bà Maria có thể giúp đỡ họ trong hoàn cảnh đầy lo lắng và đau thương hiện tại.
Ngày 10 tháng 3 năm 1951, Trịnh Như Khuê cho gửi thư chung số 4 đến giáo dân, nội dung thư chính yếu khai mở Năm Thánh, ban ơn Toàn xá cho tín hữu trong năm 1951 tại Địa phận Hà Nội, theo quyết định chung của giáo hội Hoàn vũ. Trong thư, ông nhận định thời điểm hiện tại tràn lan sự vô đạo và ngập tràn tội lỗi, chính vì thế khuyên nhủ giáo dân hãy ăn năn sám hối. Hơn một tuần sau đó, ngày 19 tháng 3, Giám mục Khuê tiếp tục gửi Thư Chung thứ 5 cho toàn thể tín hữu Địa phận Hà Nội. Nội dung chính trong thư, ông loan báo về việc tôn kính Thánh Giuse làm quan thầy địa phận và dâng địa phận cho ông thánh này. Nói về lý do hình thành ý định về việc này, Trịnh Như Khuê cho biết ý định đã đến từ vị tiền nhiệm là Giám mục Phaolô Phanxicô Phước và nay ông hoàn thành. Nhân dịp tôn kính Giuse, ông nhắc nhở giáo dân thực hiện các nghi thức quen làm theo truyền thống: đọc kinh cầu Giuse mỗi tuần vào ngày thứ tư, làm việc tháng Giuse một cách sốt sắng, mừng các lễ về Giuse một cách long trọng. Ngoài ra, Giám mục Khuê cũng loan báo, tuân theo chỉ thị từ Tòa Thánh về việc tổ chức mỗi năm một ngày trẻ em với quy định giáo dân sẽ cầu nguyện và hỗ trợ tiền của trợ giúp hội Thánh Nhi (hội Tiểu nhi) cũng như nhật ký truyền giáo để hỗ trợ việc truyền giáo. Sau khi họp với các linh mục có liên quan, cho rằng mỗi ngày một năm là ít, Giám mục Khuê công bố ngày này tổ chức vào ngày 15 hàng tháng làm ngày hỗ trợ truyền giáo, còn ngày trẻ em tổ chức mỗi tháng vào ngày thứ tư đầu tiên. Trong thư, ông cũng công bố nghi thức dâng địa phận cho Thánh Giuse vào ngày 3 tháng 4 năm 1951, đồng thời nhắc nhở các linh mục khai mở nhiều nghi thức khác nhau cho giáo dân tham dự trước ngày cử hành nghi thức này. Trong thư chung số 6 được viết ngày 8 tháng 5, Giám mục Trịnh Như Khuê quyết định quy định hóa việc quản lý tài sản của giáo xứ, cũng như cách thức khai báo riêng về tài sản của cá nhân linh mục. Trong thư này, ông cũng quy định về bổn phận các linh mục cử hành lễ giúp Nhà chung. Các điều lệ này được ấn định và có hiệu lực chính thức vào ngày 1 tháng 6 năm 1951.
Với Thư chung số 7 gửi giáo dân Địa phận Hà Nội đề ngày 13 tháng 6 năm 1951, Trịnh Như Khuê loan báo và hệ thống hóa lại các trường đào tạo tu sĩ của địa phận. Cụ thể, ông trao lại quyền quản lý Đại chủng viện cho Hội Linh mục Xuân Bích, tiểu chủng viện về Hà Nội, đặt tên là Tiểu chủng viện Piô XII, Tràng Tập tạm quyết mở ở Hoàng Nguyên, muốn học tại đây cần bằng bổ túc hoặc các bằng tương đương, còn dưới bậc này sẽ học tại các trường tư thụ thuộc các giáo xứ. Trong thư, vị Giám mục địa phận Hà Nội cũng bày tỏ sự trăn trở của mình về vấn đề làm sao có đủ linh mục như lòng mong ước của các linh mục và giáo dân. Chính vì thế, Trịnh Như Khuê kêu gọi các tầng lớp giáo hữu hãy cầu nguyện, hỗ trợ để ngày càng có nhiều người theo con đường tu trì. Nhằm mục đích loan báo tin mong muốn các tầng lớp giáo dân thành lập Đạo binh Đức Bà Maria (Legio Mariae), Trịnh Như Khuê viết thư chung số 8 ngày 19 tháng 6. Hội đoàn này nhằm mục đích cùng Giáo hội Công giáo chống lại ma quỷ và sự thế tục hóa. Trong phần phụ lục thư chung này, Trịnh Như Chung viết chi tiết về hội đoàn: giảng giải nguồn gốc hội đoàn, cơ cấu tổ chức, các hoạt động, cờ hiệu,... Về Tiểu chủng viện Piô XII, năm 1952, Giám mục Khuê tiến hành mua lại một khu nhà mang tên Lacordaire (nay là Bệnh viện Lao Trung Ương) ở gần sân Quần Ngựa để chủng viện sử dụng. Việc thiết lập tiểu chủng viện mới này cũng là để thay thế tiểu chủng viện Hoàng Nguyên bị đình chỉ vì chiến tranh. Linh mục Tổng Đại diệm Phêrô Nguyễn Huy Mai được bổ nhiệm làm Giám đốc Tiểu Chủng viện.
Tháng 7 năm 1951, Trịnh Như Khuê quyết định phân chia Địa phận Hà Nội ra thành 29 giáo hạt để tiện quản lí. Tỉnh Hà Đông có 12 địa hạt, Hà Nam 9 địa hạt, Nam Định 5 địa hạt, Hòa Bình 3 địa hạt. Nói về việc phân chia địa phận, Trịnh Như Khuê cho biết ông chia theo ranh giới hành chính, mỗi địa hạt tránh nằm ở các tỉnh khác nhau, các phủ huyện cũng được xem xét để tránh phải liên kết các giáo xứ khác phủ huyện. Trụ sở mỗi địa hạt, ông quy định rằng nơi đây phải dễ tụ họp, có lịch sử lâu đời. Bản dự định phân chia này, ông mong được các linh mục đóng góp ý kiến.
Trong khuôn khổ thư chung số 10 gửi tín hữu địa phận Hà Nội đề ngày 20 tháng 9 năm 1951, Trịnh Như Khuê cho thành lập lập Ban cứu tế và Quỹ cứu tế địa phận vào tháng 9 cùng năm với mục đích hỗ trợ các hoàn cảnh khó khăn trong thời kỳ chiến tranh đầy gian khổ. Ông quyết định chọn ngày 10 hàng tháng làm Ngày cứu tế Địa phận Hà Nội, nhằm mục đích quyên tiền cho các quỹ cứu tế của từng giáo xứ cũng như địa phận. Để quỹ được nhiều đóng góp, Giám mục Khuê kêu gọi mọi tầng lớp tín hữu cùng chung tay đóng góp, hỗ trợ các hoàn cảnh khó khăn bằng cách trích dẫn các câu chuyện Kinh Thánh. Trong thư, Trịnh Như Khuê cũng nhắn nhủ lời an ủi đến các hoàn cảnh đang khó khăn, động viên họ trông đợi, tin cậy Thiên Chúa để từng bước vượt qua khó khăn. Trong thời kỳ này, ông cũng cho củng cố nhiều hội đoàn Công giáo như Hội Đức Trinh nữ Mẹ Chúa Trời, Hội trợ cấp cho chủng viện, Hội Đức Bà lên trời, Đạo binh Đức Bà Maria,...
Tuần từ ngày 21 đến ngày 28 tháng 10 năm 1951, Giám mục Trịnh Như Khuê kinh lược các giáo xứ thuộc tỉnh Nam Định. Chuyến kinh lược kết thúc bằng lễ tạ ơn kết thúc Tuần Đại xá, theo hoạt động chung của Giáo hội Công giáo trên toàn thế giới. Từ ngày 5 đến ngày 10 tháng 11 năm 1951 tại Hà Nội, các Giám mục Đông Dương nhóm họp, đồng thời ký thư chung mang nội dung phân tích sự xung khắc giữa giáo hội và cộng sản. Giám mục Trịnh Như Khuê cũng ký thư này. Giám mục Trịnh Như Khuê có cuộc gặp với Thủ tướng Quốc gia Việt Nam Nguyễn Văn Tâm vào sáng 22 tháng 10 năm 1952.
Những ngày làn sóng di cư bùng nổ, Trịnh Như Khuê ra hình phạt "treo chén" các linh mục di cư, bỏ lại giáo dân. Nhờ biện pháp này, địa phận Hà Nội dù có địa điểm ra Hải Phòng để di cư rất thuận lợi cũng chỉ có khoảng 6 trên 20 vạn giáo dân và 100 trên tổng số 168 linh mục vào Nam, tỷ lệ thấp hơn nhiều so với các địa phận khác. Ông cũng là một trong số ít Giám mục còn lại ở miền Bắc sau năm 1955.

### Sau thời điểm giáo dân di cư từ 1954 đến 1957
Linh mục Giuse Maria Nguyễn Tùng Cương được Giám mục Trịnh Như Khuê chọn làm Quản lý Nhà Chung Địa phận Hà Nội. Khi nêu lên cảm nghĩ với linh mục Phanxicô Xaviê Nguyễn Văn Sang, Giám mục Khuê bày tỏ ông không hài lòng linh mục Sang luôn luôn xin lỗi và hài lòng về linh mục Cương, vốn "cứng đầu", phù hợp khi tranh luận với chính quyền mang lại lợi ích cho Địa phận. Về sau, chính Giám mục Khuê đề nghị Tòa Thánh chọn linh mục Nguyễn Tùng Cương làm Giám mục chính tòa Giáo phận Hải Phòng.
Năm 1954, giáo dân miền Bắc Việt Nam di cư ồ ạt vào Nam, chỉ riêng Địa phận Hà Nội tương đối "ổn định" vì vị Giám mục địa phận quyết định ở lại miền Bắc, nên giáo dân cùng giáo sĩ quyết định ở lại cùng. Giám mục Khuê cũng đưa các linh mục giáo sư, các linh mục giỏi ở lại quanh mình hoặc ở các địa bàn quan trọng, như các linh mục Giuse Maria Trịnh Văn Căn, Phaolô Giuse Phạm Đình Tụng, Phaolô Lê Đắc Trọng. Sau ngày tiếp quản thủ đô, Giám mục Trịnh Như Khuê tiếp kiến Thủ tướng Việt Nam Phạm Văn Đồng, trong cuộc gặp ông nêu rõ mong muốn sẽ chứng minh cho thế giới thấy rằng, chính thể Cộng sản và Công giáo đều có thể chung sống. Thủ tướng Phạm Văn Đồng hoan nghênh thái độ này. Ý kiến chung sống có lẽ ảnh hưởng từ linh mục Phạm Hân Quynh, vốn du học châu Âu, từng đi thăm mô hình "chung sống" tại Syracuse, Italia. Ngày 3 tháng 12 năm 1954, Giám mục Trịnh Như Khuê có cuộc gặp với chủ tịch nước Việt Nam Dân chủ Cộng hòa Hồ Chí Minh ở biệt điện. Từ sau ngày Hà Nội được chính quyền mới tiếp quản, nhận thấy việc học hỏi giáo lý Công giáo bị đình trệ, Giám mục Khuê cho khai mở lớp học giáo lý cho các giáo dân với mục đích củng cố niềm tin. Lớp học ban đầu tổ chức tại trường Dũng Lạc, sau đó dạy tại trường Thánh Mẫu đến năm 1971. Tiểu chủng viện Piô XII (thành lập năm 1952, thay thế Tiểu chủng viện Hoàng Nguyên) và cả Đại chủng viện Xuân Bích di cư vào miền Nam, với hy vọng sau tổng tuyển cử sẽ trở về. Tuy vậy, với những biến động chính trị, mong muốn này bất thành. Để thay thế Tiểu chủng viện di cư, Giám mục Khuê thiết lập tân tiểu chủng viện Gioan tại Tràng Tập cũ, do linh mục Giuse Kiều Năng Lợi và sau này do Phaolô Giuse Phạm Đình Tụng làm Giám đốc. Về các chủng sinh đã mãn khóa tiểu chủng viện hoặc có bằng Tú Tài, Giám mục Khuê cho thiết lập một trường Thần học tại trường Dũng Lạc. Tiểu chủng viện và trường Dũng Lạc bị ngừng hoạt động vào năm 1960.
Trong hoàn cảnh Địa phận Hải Phòng và Bắc Ninh thiếu Giám mục quản lý, tháng 2 năm 1955, Khâm sứ Tòa Thánh John Dooley cho mời linh mục Phêrô Maria Khuất Văn Tạo và đề nghị ông này làm Giám mục Giám quản. Linh mục Tạo từ chối lời mời. Giám mục Trịnh Như Khuê khi biết tin có ý kiến về việc này: Nhận đi thôi may ra "còn kéo được ít linh mục ở lại. Kẻo chậm về họ đi hết mất mà khó khăn đấy". Ngày 15 tháng 2 năm 1955, Văn phòng Tòa Giám mục Hà Nội, đại diện là linh mục Giuse Trần Quang Tịnh ra thông cáo nhắc nhở giáo dân về việc giữ đạo, khuyến khích họ siêng năng thực hiện các việc thực hành Công giáo để thêm lòng kính Thiên Chúa. Thông cáo cũng nhắc nhở các linh mục cần nhở các vấn đề về giữ đạo cho giáo dân. Cuối thư, thông tin Giáo hoàng gửi lời chúc Tết được công bố, Tòa giám mục cũng kêu gọi yêu mến và trung thành với Giáo hoàng. Tháng 3 cùng năm, vì có thái độ tiêu cực với Đại hội Những người Công giáo Yêu Tổ Quốc, Yêu Hòa Bình, Giám mục Khuê bị ủy ban nhân dân thành phố Hà Nội mời ra làm việc. Cũng trong năm này, Phạm Văn Đồng có cuộc gặp với Giám mục Trịnh Như Khuê và đề nghị ông viết một lá thư ngăn chặn việc di cư. Giám mục Khuê sau đó không thực hiện việc viết lá thư theo đề nghị trên.
Linh mục Phêrô Phạm Bá Trực tham gia tích cực vào các phong trào Công giáo yêu nước. Khi ông qua đời ngày 5 tháng 10 năm 1954, các tin đồn về việc ông bị đình chỉ tác vụ linh mục lan rộng. Trong bức thư gửi đến Khâm sứ Tòa Thánh Dooley ngày 5 tháng 9 năm 1955, Giám mục Trịnh Như Khuê xác nhận rằng linh mục Phạm Bá Trực tham gia phong trào yêu nước với phép của Giám mục tiền nhiệm Chaize Thịnh còn linh mục Vũ Xuân Kỷ có thể tự ý ra đi. Trong thư, vị Giám mục Hà Nội xác nhận rằng ông và vị tiền nhiệm chưa bao giờ đình chỉ tác vụ linh mục của linh mục Phạm Bá Trực cũng như Vũ Xuân Kỷ. Chiều ngày 4 tháng 11 năm 1955, nhóm Công giáo cấp tiến tổ chức dạ hội tại Nhà hát Lớn Hà Nội. Trong chương trình này, linh mục Hồ Thành Biên ca ngợi sự phát triển của Giáo hội Công giáo tại Tiệp Khắc. Phái đoàn Công giáo Tiệp Khắc thăm Việt Nam gồm có 5 người: ông Rostielav Petta – Uỷ viên Chủ tịch đoàn của Đảng Công giáo Bình dân, 3 linh mục, trong số đó 1 linh mục đã bị đình chỉ thi hành mục vụ và một người khác. Giám mục Trịnh Như Khuê chỉ cho phép phái đoàn cử hành lễ tại Nhà thờ Cửa Bắc với tư cách lễ riêng. Việc không được hành lễ tại Nhà thờ Lớn Hà Nội khiến chính quyền Bắc Việt Nam không hài lòng, họ cho tổ chức các buổi họp để phản đối Giám mục Khuê và các linh mục họ cho là phản động.
Sau 5 năm không viết Thư Chung gửi tín hữu Địa phận Hà Nội, Trịnh Như Khuê viết thư chung số 11 đề ngày 18 tháng 7 năm 1956 nói về lòng yêu thương. Trong thư, ông phân tích cặn kẽ bằng những trích dẫn Kinh Thánh và các câu chuyện Công giáo nói về những luận điểm chính như: đức tính yêu người, giới răn Yêu người, dây thân ái trong Hội Thánh, Hy sinh – của nuôi Tình yêu và ảnh chịu nạn. Nhìn chung, qua Thư Chung này, Giám mục Khuê tha thiết kêu gọi giáo dân hãy tuân theo lời Thiên Chúa dạy: Hãy yêu thương nhau. Đây cũng là thư chung cuối cùng của Giám mục Trịnh Như Khuê, vì lý do hoàn cảnh nên về sau này Tòa Giám mục Hà Nội chỉ còn có thể ra thông cáo vắn tắt. Lá thư này ảnh hưởng vượt ngoài biên giới Địa phận Hà Nội, lan đến toàn Giáo hội Công giáo miền Bắc. Để làm theo bức thư này, nhiều nơi các linh mục tổ chức các buổi sám hối công khai với mục đích có địa điểm để giáo dân xin lỗi nhau nếu đã từng đấu tố nhau trong thời cải cách ruộng đất và trả lại tài sản từng bị lấy từ các gia đình địa chủ. Đây là lá thư mục vụ cuối cùng của Giám mục Trịnh Như Khuê. Những lá thư mục vụ này đều bị kiểm duyệt và gây khó dễ, từ sau thư mục vụ số 11, chỉ còn lại các thông cáo từ tòa giám mục Hà Nội. Trong thời gian sửa sai chính sách cải cách ruộng đất, với không khí cởi mở, Giám mục Khuê dành thời gian đi kinh lý khắp các xứ họ của địa phận Hà Nội kể cả các xứ giáo dân người Mường. Những chuyến thăm mục vụ trong thời kỳ chiến tranh gặp nhiều khó khăn: Nhiều chuyến đi xe tiền trạm xe Giám mục gặp mìn, những chuyến thăm mục vụ đã lên lịch phải hủy bỏ. Nhật kí mục vụ Trịnh Như Khuê ghi chép lại tỉ mỉ: Ngày 10 tháng 11 năm 1956 định đi Mạc Thượng, không vào được; Ngày 29 tháng 11 năm 1956, không đi thăm Khoan Vỹ, Công Xá, Phú Đa như đã định trước". Những dòng cuối cùng trong quyển nhật ký mục vụ của Giám mục Khuê kể về ngày 16 tháng 4 năm 1957: hồi 14 giờ trở về Hà Nội, qua Phủ Lý; đến Ngô Tư Vọng bị khám giấy và bị tước giấy. Kể từ lúc này, Trịnh Như Khuê chỉ được ở trong Toà Giám mục và không được phép rời khỏi đó. Chia sẻ về những khó khăn của Giám mục Khuê, Giám mục Phanxicô Xaviê Nguyễn Văn Sang sau này cho biết rằng cả hai vị Hồng y họ Trịnh đều lấy sân thượng Toà Giám mục là nơi đi dạo để rèn luyện thân thể và suy tư đến nỗi có hẳn một vòng bầu dục vết chân trên sân thượng và gọi đó là vòng chân Đức Hồng y. Tháng 7 năm 1957, chính quyền triệu tập Giám mục Hà Nội và một số linh mục Hà Nội đến Tòa Thị chính để thảo luận về sắc lệnh tôn giáo mới. Nhiều tiểu ban được lập ra, thành phần gồm có hai linh mục và một vài cán bộ. Lãnh đạo Công giáo cấp tiến Ngô Tử Hạ được phân vào cùng nhóm với Giám mục Khuê.
Trong một lần tiếp kiến thủ tướng Việt Nam Phạm Văn Đồng, thủ tướng đề nghị lập một ủy ban làm sợi dây liên lạc giữa Nhà Nước và Giáo hội Công giáo. Nhận được lời đề nghị này, Giám mục Trịnh Như Khuê đề cử linh mục Thư ký Phạm Hân Quynh làm đại diện phía Giáo hội và Thủ tướng chỉ định luật sư Nguyễn Thành Vĩnh, một giáo dân Công giáo miền Nam tập kết ra Bắc đóng vai trò đại diện phía Nhà nước. Tuy vậy, Giám mục Khuê không đồng tình với việc chọn ông Vĩnh, và đề nghị thủ tướng bổ nhiệm nhân vật không phải là tín hữu Công giáo, do đó sự việc vì thế mà bất thành. Có ý kiến cho rằng thái độ của Giám mục Trịnh Như Khuê gây khó khăn và làm lỡ cơ hội bắc được nhịp cầu cảm thông giữa hai phía. Sau cùng thì Uỷ ban Liên lạc những người Công giáo yêu Tổ quốc Hòa bình được thiết lập. Đứng đầu tổ chức là linh mục Vũ Xuân Kỷ, thuộc địa phận Hà Nội, cùng tham gia còn có linh mục khác thuộc địa phận là Nguyễn Tất Niên. Cả hai linh mục này bị Giám mục Khuê đình chỉ thi hành tác vụ linh mục.
Ngày 25 tháng 3 năm 1957, tại nhà nguyện Fatima thuộc khuôn viên Tòa Tổng Giám mục, Trịnh Như Khuê cho mở lớp đào tạo giáo dân làm công tác truyền giáo với tên gọi "Giảng bổn viên". Lễ khai mở lớp học còn có sự tham gia của linh mục Tổng đại diện Gioan Lasan Nguyễn Văn Vinh, các linh mục Phêrô Nguyễn Văn Thông, Giuse Nguyễn Ngọc Oánh và chủng sinh Phanxicô Xaviê Nguyễn Văn Sang cùng đông đảo giáo dân. Lớp này được giao cho linh mục Nguyễn Ngọc Oánh quản lý. Tuy vậy, gần hai năm sau, ngày 31 tháng 1 năm 1959, linh mục Vinh đi tù còn linh mục Thông và một số giáo dân bị đưa đi cải tạo. Riêng linh mục Nguyễn Ngọc Oánh bị quản thúc. Từ đó, việc dạy học giáo lý chỉ còn bó hẹp trong các giáo xứ, qua việc quản lý của các ông trùm, bà quản hoặc các giáo lý viên với các việc đơn giản là dạy kinh, bổn thuộc lòng.
Trong thời kỳ khó khăn, Giám mục Trịnh Như Khuê cũng gọi các nữ tu Dòng Mến Thánh Giá Hà Nội đến Tòa Giám mục chép kinh để phục vụ cho công tác giảng dạy giáo lý thầm lặng của các cộng tác viên tại giáo xứ. Ông cũng tham gia soạn thảo kinh, bổn nhằm cung cấp tài liệu giảng dạy. Các bản thảo của Giám mục Khuê được các nữ tu chép lại, đóng cuốn, phân phát cho các công tác viên. Việc giấu kín các tài liệu này sau khi nhận từ Tòa Giám mục cũng gặp khó khăn, đôi lúc tài liệu bị tịch thu.

### Các hoạt động từ năm 1958 đến năm 1960
Trong thông cáo số 7 năm 1958 đề ngày 15 tháng 8 phát đi từ Tòa giám mục Hà Nội, thay lời Giám mục Trịnh Như Khuê, linh mục Bí thư Nguyễn Ngọc Oánh viết thông cáo về việc tôn sùng và dâng mình cho trái tim Mẹ. Trong thư, giám mục Khuê kêu gọi mọi tín hữu Công giáo thuộc Địa phận chuẩn bị tâm hồn, rộng hơn là cả các giáo xứ để thực hiện nghi thức hiến dâng cho trái tim Mẹ (bà Maria, người Công giáo tôn kính gọi là Đức Mẹ). Thông cáo này cũng khuyến khích mọi người đọc các kinh Mẫu Tâm đầy khổ não và Vô Nhiễm Nguyên Tội đính kèm trong bản thư và kêu gọi cầu nguyện cho hòa bình thế giới, người có tội biết hoán cải và sự tự do của Giáo hội Công giáo. Các ơn ân xá khi đọc các kinh nguyện nêu trên được Giám mục Khuê ấn định vào ngày 15 tháng 9, một tháng sau khi phát hành thông cáo. Thông cáo số 8 cùng năm đề ngày 26 tháng 9 do linh mục bí thư Oanh viết nhắc nhở giáo dân Hà Nội học lại về các kinh Công giáo để tham gia các kỳ thi kinh trong Địa phận Hà Nội. Vị quản lý địa phận cũng nhắc các giáo hữu đả đảm nhận các vai trò là ông trùm, bà quản cần quan tâm dạy dỗ các trẻ em về đạo Công giáo. Giám mục Khuê cũng gửi các linh mục một bộ sách lễ tiếng Việt để họ đọc cho giáo dân, nhưng không được để giáo dân sử dụng, vì giáo dân có sách riêng là Chúng ta cùng dâng Thánh Lễ.
Trong thông cáo số 7 năm 1959 đề ngày 24 tháng 1 năm 1959, Linh mục Bí thư Nguyễn Ngọc Oánh thay lời Giám mục Trịnh Như Khuê yêu cầu các giáo xứ trong giáo phận Bế mạc Năm Thánh Đức Mẹ Lộ Đức trong chín ngày cuối, từ ngày 10 đến ngày 18 tháng 2 năm 1959 và loan báo Năm Thánh kính Đức Mẹ riêng của Địa phần từ ngày 18 tháng 2 năm 1959 đến ngày 18 tháng 2 năm 1960. Giám mục Khuê cũng loan thông cáo nhận tượng Đức Mẹ ở Quảng trường Nhà thờ Lớn là tượng Đức Mẹ Hà Nội và dâng nhà thờ Cửa Bắc là nhà thờ Đức Mẹ Hà Nội. Trong thông cáo vắn tắt số 8 đề ngày 27 tháng 1, Tòa giám mục loan tin Giáo hoàng Gioan XXIII đã quyết định kéo dài Năm Thánh Đức Mẹ Lộ Đức đến tháng 12 năm 1959 và dời lễ Đức Mẹ Lộ Đức từ ngày 11 sang ngày 12 tháng 2 chỉ riêng năm 1959. Đầu tháng 2 năm 1959, thông cáo số 10 đề ngày 2 tháng 2 khuyến khích các tín hữu thực hiện các hoạt động đạo đức Công giáo, đọc các sách báo nói về bà Maria, khuyến nghị các linh mục cắt nghĩa cho giáo dân về sự tôn sùng Trái tim vô nhiễm nguyên tội của Mẹ Maria và một số thay đổi nghi lễ Công giáo. Giám mục Trịnh Như Khuê soạn kinh Đức Mẹ Hà Nội, mời gọi giáo dân làm đơn xin nhận Đức Mẹ là quan thầy thành phố và ông ký đơn thỉnh cầu Toà Thánh. Ngày 18 tháng 2 năm 1959, ông khai mạc Năm thánh Đức Mẹ Hà Nội.
Ngày 21 tháng 2 năm 1959, sau khi Tòa Thánh Vatican công bố nhiều huấn lệnh về cách dự Thánh lễ, về việc hát trong nhà thờ, về đàn, về chuông nhà thờ,... Tòa giám mục Hà Nội công bố một số quy định về cách tham dự thánh lễ Công giáo và hát lễ trong nhà thờ. Thời kỳ này, thánh nhạc sử dụng trong lễ nghi Công giáo còn bằng tiếng Latinh. Thông cáo này từ Tòa giám mục hỗ trợ, hướng dẫn giáo dân tham gia lễ nghi cách hữu ích hơn. Sau Đại hội Thánh Mẫu tổ chức tại Sài Gòn tháng 2 năm 1959, Khâm sứ Tòa Thánh và Giám mục Trịnh Như Khuê và một số linh mục được triệu tập đến Sở cảnh sát để làm việc vào cuối tháng 4 cùng năm. Lý do của các cuộc thẩm vấn Khâm sứ, Giám mục Địa phận và cả các linh mục giáo xứ tại Hà Nội này là vì họ đã phát tán thông điệp của Giáo hoàng Gioan XXIII bày tỏ sự đau buồn của ông khi các giáo sĩ, tu sĩ, giáo dân ở miền Bắc Việt Nam gặp nhiều khó khăn.
Bằng thông cáo đề ngày 3 tháng 3 năm 1959, Giám mục Trịnh Như Khuê công bố và nhắc nhở các giáo dân Địa phận Hà Nội về những ngày lễ kính bà Maria trong giai đoạn tháng 3 đến tháng 5 năm 1959. Ông cũng cho phổ biến kinh Lạy Đức Mẹ Hà Nội trong thư mục vu số 14 năm 1959 ký ngày 19 tháng 3 cùng năm. Ngày 24 tháng 3, Tòa Giám mục Hà Nội ra thông cáo về Năm Kỷ niệm 300 năm hai giám mục thừa sai đầu tiên đến Việt Nam. Nội dung thư nhắc nhở về những phận sự cảu giáo hữu, linh mục để nhận ơn Toàn xá.
Bằng thông cáo ngày 6 tháng 4, Tòa Giám mục và Giám mục Khuê đã chỉ định giáo dân thực hiện nghi thức dâng gia đình cho Trái Tim Mẹ đầy khổ não và Vô Nhiễm Nguyên Tội. Bản thông cáo cũng đính kèm bản kinh Gia đình dâng mình cho Trái tim Mẹ. Bốn ngày sau đó, Tòa Giám mục đã cho phổ biến Kinh Thánh Gia do Giáo hoàng Piô XII biên soạn, với bản dịch đã được Giám mục Khuê chấp thuận. Tòa giám mục kêu goi giáo dân siêng năng đọc kinh này.
Bốn tháng sau đó, ngày 13 tháng 6 cùng năm, Bí thư của Giám mục Khuê là linh mục Nguyễn Ngọc Oánh thừa lệnh Giám mục Trịnh Như Khuê viết trong thông cáo ngày 13 tháng 6, thông báo đến giáo dân rằng Tòa Thánh chấp nhận thỉnh nguyện xin đặt bà Maria làm quan thầy Thành phố Hà Nội. Thông cáo này cũng thông báo đến giáo dân địa phận nội dung chi tiết các sinh hoạt tôn giáo do Giám mục Khuê quyết định cũng như cử hành nhân dịp xảy ra sự kiện này. Nửa tháng sau đó, ngày 30 tháng 6, Trịnh Như Khuê khai mở tuần tam nhật mừng lễ Đức Mẹ Hà Nội. Ngày 18 tháng 4 khi kiệu đến tượng Đức Mẹ Hà Nội, đọc kinh Đức Mẹ Hà Nội, ông cử hành nghi thức "xin phép" Mẹ Maria gọi thành phố Hà Nội là thành phố Đức Mẹ. Thông cáo số 24 đề ngày 15 tháng 6 loan tin Tòa Thánh đã chấp thuận cho Địa phận Hà Nội mừng có lễ liên quan đến bà Maria vào các ngày chủ nhật. Tòa giám mục cũng nhắc nhở giáo sĩ, giáo dân chuẩn bị mừng các đại lễ này.
Ngày 2 tháng 7 năm 1959, Giám mục Trịnh Như Khuê nhắc về kế hoạch hiến dâng Địa phận Hà Nội cho Trái Tim Đức Mẹ. Trong thư thông cáo này, ông loan báo về sự kiện trên, đồng thời công bố bản kinh Dâng họ, xứ, địa phận cho Mẹ. Trong bản phụ cáo cùng ngày, Giám mục Khuê cho đính kèm biên bản ký nhận đã thực hiện nghi thức hiến dâng, đồng thời giới thiệu về Hội trái Tim sầu thảm và Vẹn sạch Đức Mẹ Maria. Ngoài ra, cũng trong ngày này, Giám mục Trịnh Như Khuê cũng đã chuẩn thuận bản kinh Kinh Dòng Mến Thánh Giá dâng dòng cho Trái Tim Mẹ. Kinh này chính thức được phổ biến trong dòng tu này từ ngày 15 tháng 8 cùng năm.
Nhân ngày lễ kính thánh J.M Vianney, bổn mạng các linh mục, Tòa giám mục Hà Nội đã viết thông cáo nhắc nhở giáo hữu về việc tôn kính bà Maria trong địa phận. Bản thông cáo cũng đề cập đến bản văn nghi thức dâng hiến địa phận của Giám mục Khuê cho mọi người được biết. Thông cáo ngày 29 tháng 9, Giám mục Khuê tiếp tục nhắc nhở các giáo hữu tuân giữ đời sống đạo đức. Nhân dịp này, ông cũng ban năng quyền đặc biệt cho các linh mục, để họ có khả năng cử hành Bí tích Thêm Sức cho đông đảo giáo hữu, với mong muốn những người đã đủ tuổi để được nhận nghi thức này sẽ lãnh nhận trong năm 1959. Giám mục Khuê cũng kêu gọi linh mục quan tâm và chú ý đến việc đào tạo giáo lý, kinh bổn cho giáo dân. Về việc đào tạo chủng sinh, sau khi Tiểu chủng viện Thánh Gioan và trường Dũng Lạc đóng cửa vào năm 1960, Giám mục Khuê cho đào tạo bí mật các chủng sinh qua hình thức dạy học nhóm do một số linh mục đảm nhận. Giữa tháng 4 năm 1960, với mong muốn Thánh Giuse hỗ trợ trong những lúc khó khăn, Giám mục Khuê chọn vị thánh này làm thánh bảo trợ cho Đại chủng viện Hà Nội.
Giám mục Trịnh Như Khuê cũng nổi tiếng với những buổi lễ phong chức "chui". Lễ tấn phong Giám mục cho Giám mục tân cử Đa Minh Đinh Đức Trụ (Hạt Đại diện Tông Tòa Thái Bình) do ông chủ sự ngày 25 tháng 3 năm 1960 cũng là ngoại lệ. Tân Giám mục Đa Minh Trụ giả làm ông đạp xích lô từ Thái Bình lên Hà Nội gặp Giám mục Chủ phong Trịnh Như Khuê trong buồng áo. Nghi lễ diễn ra chỉ có hai người. Sau đó Giám mục Đinh Đức Trụ lại đạp xe sang Bùi Chu tấn phong Giám mục "chui" cho tân Giám mục Giuse Maria Phạm Năng Tĩnh trong một chiếc thuyền chài. Giám mục tân cử Trụ phải lẻn đến vào buổi đêm để tránh các cảnh sát theo dõi giám mục Khuê. Ngày 16 tháng 7 năm 1960, với thư chung số 11 năm 1960, thay lời Giám mục Trịnh Như Khuê, linh mục Thư ký Nguyễn Ngọc Oánh nhắc nhở các giáo hữu chú ý đến việc cảm tạ Thiên Chúa. Ông cũng nhắc nhở về các ơn ích, các kinh bổn Công giáo liên quan đến chủ đề này.
Đến ngày 24 tháng 11 năm 1960, Toà Thánh thiết lập hàng giáo phẩm Việt Nam. Giám mục Tông tòa Giuse Maria Trịnh Như Khuê được thăng làm Tổng Giám mục Tiên khởi của Tổng giáo phận Hà Nội. Ông là vị Tổng giám mục đô thành Tổng giáo phận Hà Nội đầu tiên xuất thân từ chính giáo phận này.

## Thời kỳ Tổng Giám mục Hà Nội (1960–1978)

### Chức vị Tổng Giám mục
Năm 1960, cùng với sự thành lập Hàng giáo phẩm Việt Nam, Hạt Đại diện Tông Tòa Hà Nội trở thành Tổng giáo phận, Giám mục Trịnh Như Khuê trở thành Tổng Giám mục Tiên khởi của Tổng giáo phận Hà Nội, đứng đầu Giáo tỉnh Hà Nội. Thông cáo về thông tin này, linh mục Tổng Đại diện Trịnh Văn Căn thông báo cho giáo hữu trong thư số 1 của Tòa Tổng giám mục Hà Nội đến ngày 13 tháng 1 năm 1961. Thư loan tin ngày 11 tháng 2 cùng năm, Tổng Giám mục Khuê sẽ cử hành nghi lễ tạ ơn. Thư chung số 6 năm 1962 ký ngày 25 tháng 4 năm 1962 loan tin Tổng giám mục Khuê đã ấn định tháng 8 dương lịch là tháng kính Trái Tim Mẹ Maria. Nhằm cầu nguyện cho Công đồng Vatican II, Tổng giám mục Khuê mời gọi giáo hữu cầu ngyện cho công đồng này, cho phép cử hành hai lễ, các lễ nghi chầu Thánh Thể trọng thể. Vì nhận định Chúa Thánh Thần là tác nhân tác động trong Công đồng, ông cho khai mở tuần chín ngày (cửu nhật) để các giáo hữu cầu nguyện, xin ơn Thánh Thần. Ngoài ra, ông cũng nhắc nhở về những ích lợi khi cầu nguyện cùng Thánh Tâm. Thư chung nói về các công việc này đề ngày 13 tháng 5 năm 1962, do linh mục Nguyễn Ngọc Oánh thay lời Tổng giám mục Khuê. Việc cầu nguyện cho công đồng cũng một lần nữa được nhắc đến trong thư chung ngày 10 tháng 11 năm 1963.
Nhận định về tình hình các giám mục Công giáo tại miền Bắc Việt Nam, tờ The Catholic Advocate trong số ra ngày 16 tháng 8 năm 1962 thông tin các giám mục tự do sống tai các Tòa giám mục, tuy vậy cần xin phép nếu muốn thi hành các công việc mục vụ ở các địa phương, trong khi giấy phép này không được cấp nữa. Năm 1963, chính quyền Việt Nam không cho phép bất kỳ Giám mục Công giáo nào tham dự Công đồng trong phiên khoáng đại diễn ra cùng năm. Báo cáo ngày 8 tháng 10 năm 1964 của Catholic News Service cho biết tính đến ngày này, đã có tất cả ba lần ngăn cản từ chính quyền.
Chưa đầy ba năm sau khi trở thành Tổng giám mục Hà Nội, ngày 2 tháng 6 năm 1963, Tổng Giám mục Trịnh Như Khuê bất ngờ phong chức Tổng Giám mục phó với quyền kế vị cho linh mục Giuse Maria Trịnh Văn Căn. Lễ tấn phong được cử hành tại Nhà thờ Lớn Hà Nội. Lý do được đưa ra theo thông cáo của tòa Tổng Giám mục Hà Nội ngày 3 tháng 6 năm 1963 là:
| “ | Sự truyền chức cho Giám mục Phó, Đức Tổng Giám mục vẫn nghĩ còn lâu mới làm, và không biết là bao giờ, nhưng chúa nhật ngày 26 tháng 5 năm 1963, tự nhiên Đức Tổng Giám mục thấy mình trở nên lòa, hầu như mù vậy, chữ viết trên mặt đồng hồ không còn trông thấy nữa, trông ra ngoài sân không còn trông rõ cây và sân cỏ, khi ăn cơm không còn trông rõ bát, bệnh lại tiến lên nhanh lắm, Người nghĩ rằng sẽ mù hẳn... Trong lúc ấy, Người chẳng nghĩ đến việc chạy chữa thuốc men, chỉ nghĩ đến sự truyền chức cho Giám mục Phó, và kêu xin Chúa cho bệnh giảm đi, ít là trông rõ chữ để truyền chức. Sau khi ăn cơm xong mấy phút, bệnh đã giãn ra, Người đã trông rõ như trước, nhưng sợ bệnh trở lại, Người đã vội vàng truyền chức cho Giám mục Phó..." | ” |

Ngày 4 tháng 6 năm 1963, Tòa Tổng giám mục Hà Nội đã ra thông cáo về sự qua đời của Giáo hoàng Gioan XXIII. Trong bản thông cáo này, Tổng giám mục Trịnh Như Khuê đề nghị các cầu nguyện và dâng lễ mồ cho cố giáo hoàng, cũng như cầu nguyện cho Giáo hội tìm được giáo hoàng kế vị. Tháng 11 năm 1963, trong thông cáo số 17 năm 1963, linh mục Nguyễn Ngọc Oánh thay lời Tổng giám mục Khuê hướng dẫn các linh mục về việc cung cấp Thánh Thể cho các bệnh nhân. Trong cùng năm, bằng thông cáo số 20, Tổng giám mục nhắc nhớ việc dạy học các bài kinh và ý nghĩa của việc này trong Tổng giáo phận. Tổng giám mục Trịnh Như Khuê đã gửi một bức thư ngắn đến cac linh mục và giáo dân Tổng giáo phận Hà Nội vào ngày 11 tháng 2 năm 1966 với chủ đề về cầu nguyện. Ông cho rằng việc cầu nguyện không chỉ thể hiện qua việc đọc kinh lớn tiếng, mà còn về việc hướng lòng trí đến Thiên Chúa cũng như làm việc lành. Tổng giám mục Khuê cũng nhắc đến việc học, ôn luyện và thi giáo lý, theo thông lệ của giáo phận; và trong thư này cũng như nêu thông tin về việc thay đổi quy tắc phụng tự Công giáo, cho phép đọc các bài đọc và Thánh Kinh bằng tiếng bản ngữ nhằm giúp các giáo dân có thể nghe hiểu. Giám mục Khuê cũng ghi rõ các quy tắc cho linh mục khi thực hiện sửa đổi phụng tự này. Tháng 8 năm 1967, người đứng đầu tuần báo Anglican Francis James đã quyết định gửi tiền hỗ trợ đến hai miền Việt Nam. Số tiền này đến từ sự đóng góp của mọi người và sử dụng vào mục đích phi quân sự. Trong đợt nhận tiền đầu tiên, Tổng giám mục Khuê nhận được 224 đô la Mỹ, trong khi đợt sau ông nhận được 3.360 đô la. Song song với hai đợt chuyển tiển trên, Mặt trận Giải phóng nhận lần lượt 392 và 5.600 đô la; phía Sài Gòn nhận được 2.240. Khi có sự lo lắng về việc số tiền trên được (miền Bắc) sử dụng để chống lại phía quân đội Úc ở miền Nam, ông James nhận định khó có khả năng vị Tổng giám mục Hà Nội sử dụng tiền vào mục đích này. Nhân dịp một trăm năm lễ hiến dâng Hạt Đại diện Tông Tòa Tây Đàng Ngoài cho Đức Mẹ Maria, Giáo hoàng Phaolô VI đã gửi thư cá nhân đến Tổng giám mục Trịnh Như Khuê. Bức thư ra đời ngày 1 tháng 11 năm 1968.
Tháng 10 năm 1972, số tiền 700 USD được gửi đến Tổng giám mục Hà Nội Trịnh Như Khuê, nguồn đến từ các giáo sĩ và giáo dân Oakland nhằm hỗ trợ những đau khổ do chiến tranh gây ra. Ngoài số tiền này, 350 USD được gửi cho Tổng giám mục Nguyễn Văn Bình với mục đích tương tự. Cùng trong năm này, sau một thời gian dài, Tổng giám mục Khuê được cho gặp một linh mục người Mỹ. Linh mục này tên Bury, cũng là vị linh mục ngoại quốc đầu tiên cử hành lễ Công giáo ở miền Bắc trong suốt thời gian 25 năm. Nhận định của Bury về Tổng giám mục Hà Nội là Giáo hoàng Gioan của Việt Nam, với vóc dáng mập mạp và tử tế. Bằng thông cáo số 2 năm 1973 đề ngày 9 tháng 3, linh mục Trần Văn Mai thay lời Tổng giám mục Khuê nhắc nhở các linh mục về vấn đề giải tội chung.
Tổng giám mục Trịnh Như Khuê chính thức thoát khỏi cảnh quản thúc kéo dài 25 năm vào năm 1974. Tuy sức khỏe kém, nhưng Tổng Giám mục Khuê vẫn tiếp tục điều hành giáo hội tại miền Bắc. Tháng 5 năm 1974, ông được Tòa Thánh mời dự Thượng Hội đồng Giám mục thế giới, nhưng với lý do sức khỏe, ông đã cử Tổng Giám mục phó Giuse Maria Trịnh Văn Căn đi thay cùng với linh mục thư ký Phanxicô Xaviê Nguyễn Văn Sang tháp tùng. Ngày 25 tháng 1 năm 1975, Tổng giám mục Trịnh Như Khuê và Tổng giám mục phó Trịnh Văn Căn có cuộc yết kiến Thủ tướng Việt Nam Dân Chủ Cộng Hòa Phạm Văn Đồng. Ngoài Thủ tướng Đồng, trong cuộc gặp còn có Phó Chủ nhiệm Văn phòng Phủ Thủ tướng Nguyễn Văn Ngọc và ông Phạm Quang Hiệu, đại diện Ban Tôn giáo. Trong cuộc gặp, Tổng giám mục Khuê chuyển lời Giáo hoàng Phaolô VI cảm ơn chính quyền Việt Nam đã tạo điều kiện cho các giáo sĩ tham gia Thượng Hội đồng Giám mục. Ông Thủ tướng bày tỏ vui mừng về sự đóng góp của người Công giáo Việt Nam. Tháng 6 năm 1975, Tổng giám mục đã lưu ý về thông cáo của Hàng Giáo phẩm Công giáo Việt Nam về việc tôn kính tổ tiên và anh hùng liệt sĩ. Trong thư, Tổng giám mục cho phép giáo dân thực hiện những cử chỉ và hành động nhằm bày tỏ lòng tôn kính, nhưng đồng thời lưu ý giáo dân về các trường hợp cụ thể nên và không nên làm và dự phần vào các sự kiện này.

### Thăng tước Hồng y
Đánh giá cao những nỗ lực của vị Tổng Giám mục Hà Nội, sau khi Việt Nam thống nhất, ngày 28 tháng 4 năm 1976, Giáo hoàng Phaolô VI chọn Tổng Giám mục Trịnh Như Khuê làm Hồng y in pectore. Hồng y Trịnh Như Khuê là Hồng y đầu tiên của Việt Nam, với tước vị Hồng y linh mục nhà thờ San Francesco di Paola ai Monti. Nhà thờ hiệu tòa được chỉ định bởi Giáo hoàng vào ngày 26 tháng 5 năm 1976, hai ngày sau công nghị thăng hồng y. Trước đó, khi Giáo hoàng Phaolô VI chọn hai hồng y in pectore. Một số nhận định đồn đoán Giám mục Frantisek Tomasek, Giám quản Tông Tòa Tổng giáo phận Prague, đã được Giáo hoàng chọn. Nhận định cũng cho rằng dựa vào việc bày tỏ sự xúc động với hoàn cảnh của giáo hội Công giáo tại Việt Nam, có thể Giáo hoàng đã nghĩ đến Tổng giám mục Phaolô Nguyễn Văn Bình của Tổng giáo phận Sài Gòn đang bị quản thúc tại gia.
Việc đội chiếc mũ hồng y trên đầu vị Tổng giám mục Hà Nội trong công nghị thăng Hồng y ngày 24 tháng 5 năm 1976 gây nhiều bất ngờ cho mọi người, vì ông là một trong hai hồng y in pectore trong lần công bố danh sách các tân hồng y chỉ một tháng trước. Việc hoãn công bố chính thức Tân Hồng y Việt Nam là nhằm mục đích chờ vị Hồng y có thể được cấp phép rời Việt Nam đến Rôma và công bố chính thức tại buổi lễ. Thực tế, ông được chính quyền chấp thuận cho xuất cảnh vào thời hạn gần chót, đến Vatican vào đêm trước mật nghị. Sau khi chính quyền Việt Nam và Tòa Thánh đạt thỏa thuận thăng Tổng giám mục Khuê tước vị hồng y, vị tân chức đã đến Rôma chỉ một đêm trước ngày diễn ra công nghị. Mục đích của việc thương thảo này là Tòa Thánh muốn chắc chắn các sinh hoạt tôn giáo tại Tổng giáo phận không bị cản trở khi Tổng giám mục Khuê được thăng Hồng y. Một số người thân cận nhận định quyết định thăng tước hồng y cho Tổng giám mục Hà Nội là tín hiệu của Tòa Thánh Vatican dành cho chính quyền Hà Nội rằng họ vẫn đang quan tâm các giáo hữu Công giáo ở Việt Nam.
Do chuyến đi gấp, tân Hồng y không có thời gian may đo phẩm phục đỏ của hồng y. Vì vậy, trong nghi thức độ mũ brietta đỏ, Hồng y tân cử vẫn mặc phẩm phục tím dành cho hàng giám mục. Trước nghi thức thăng tước vị của hồng y Khuê, Hồng y Quốc vụ khanh Jean Villot công bố thông tin và giới thiệu với những người dự lễ Hồng y in pectore Trịnh Như Khuê. Hồng y Tân cử sau đó tiến lên thực hiện phần nghi thức. Giáo hoàng Phaolô VI dang rộng cánh tay đón Trịnh Như Khuê trước nghi thức đội mũ cho ông. Sau khi tân hồng y tạm rời phòng họp, một phụ tá tại Vatican đã trao cho ông áo cassock, đai lưng và mũ zucchetto đỏ – phẩm phục mang màu sắc đại diện tước hồng y. Khoảng ít ngày công nghị, ông đã có thời gian trò chuyện ngắn với các đại diện Công giáo đến từ Hoa Kỳ. Ông nhấn mạnh đến việc cầu nguyện cho các người tị nạn gốc Việt Nam và ban phước lành cho những người tị nạn đang sống tại Hoa Kỳ. Thông tin được đăng tải trên tờ Catholic Transcript ngày 4 tháng 6 cùng năm, Tòa Thánh chính thức bổ nhiệm ông làm thành viên Thánh bộ Phụng tự và Kỉ luật Bí tích thuộc Giáo triều Rôma. Thông tin từ nguồn Vatican xác nhận việc bổ nhiệm này có hiệu lực từ ngày diễn ra công nghị, 24 tháng 5. Cũng trong ngày 4 tháng 6, Giáo hoàng có bài phát biểu riêng khi tiếp kiến hồng y Trịnh Như Khuê, tổng giám mục phó Trịnh Văn Căn và các giáo dân.
Sau khi trở về Việt Nam, Hồng y Khuê tiếp kiến thủ tướng Phạm Văn Đồng vào ngày 31 tháng 8 cùng năm. Trong một báo cáo mật gửi từ Rôma đến Cục các vấn đề Khu vực Châu Âu và Châu Á của Bộ Ngoại giao Hoa Kỳ, có nhận định việc Hồng y Khuê được chọn làm Hồng y đã được Vatican thảo luận với chính quyền Việt Nam hai năm trước đó, trong bối cảnh Vatican cố gắng xây dựng mối quan hệ với Việt Nam. Lá thư nhận định rằng sau khi tân hồng y đến Rôma, để giữ bí mật đến tận cùng, vị tân cử không được cho mặc trang phục hồng y.

### Tham dự Thượng Hội đồng, Mật nghị Hồng y
Cuối tháng 8 năm 1976, 170 nhà lãnh đạo tôn giáo tại Hoa Kỳ ký tên ủng hộ sáng kiến của Clergy and Laity Concerned, qua đó gửi thư và lời mời 7 nhà lãnh đạo tôn giáo Việt Nam, trong đó có Hồng y Trịnh Như Khuê và Tổng giám mục Nguyễn Văn Bình đến thăm Hoa Kỳ. Tổ chức này là tổ chức liên tôn thành lập với mục đích ban đầu là phản đối sự can dự của Hoa Kỳ vào cuộc chiến ở Việt Nam. Tuy vậy, bộ Ngoại giao Hoa Kỳ không chấp nhận cấp thị thực cho người Việt Nam. Tháng 12 năm 1976, linh mục Canada Andre Gelinas, thuộc dòng Tên bị trục xuất khỏi Việt Nam sáu tháng trước đó lên tiếng cáo buộc Tổng giám mục Nguyễn Văn Bình đã cộng tác với chính quyền theo tư tưởng Cộng sản, gây ra bất đồng giữa những tín đồ Công giáo. Linh mục Gelinas cho biết các giám mục Việt Nam phân hóa thành hai khuynh hướng: không khoan nhượng theo phía Hồng y Trịnh Như Khuê và cộng tác với chính quyền mà đại diện là tổng giám mục Nguyễn Văn Bình. Linh mục này cho rằng khuynh hướng này làm cho giáo sĩ và giáo dân bất an. Song song với việc chỉ trích Tổng giám mục Bình, linh mục này bày tỏ sự ủng hộ với quan điểm và hành động của hồng y Trịnh Như Khuê.
Tháng 2 năm 1977, Nữ tu Tobin, thành viên tổ chức Church Women United, một nhóm hoạt động liên tôn giáo gửi lời mời hai vị chức sắc Công giáo Việt Nam là Hồng y Trịnh Như Khuê và Tổng giám mục Nguyễn Văn Bình đến Hoa Kỳ nhằm mục đích mô tả việc tái thiết Việt Nam và thảo luận về tự do tôn giáo ở Việt Nam. Tòa thánh Vatican đề nghị Hội đồng Giám mục Việt Nam cho hai thành viên tham gia Thượng Hội đồng Giám mục Thế giới tổ chức cuối tháng 9 năm 1977. Tổng giám mục Nguyễn Văn Bình và Hồng y Trịnh Như Khuê được cho phép đến Roma để tham dự sự kiện này. Trong thời gian này, có nhận định từ Rôma rằng Tổng giám mục Bình không dám đứng lên phản ứng lại chính quyền tư tưởng Cộng sản bằng Hồng y Trịnh Như Khuê. Hồng y Khuê được nhắc đến là đã không tham gia bỏ phiếu, mặc dù chính quyền Việt Nam đã dùng loa hướng vào Tòa giám mục kêu gọi ông đi bỏ phiếu. Ngày 10 tháng 9 năm 1977, ông cùng Tổng Giám mục Phaolô Nguyễn Văn Bình tham gia Thượng Hội đồng Giám mục Thế giới. Trước khi tham dự Thượng Hội đồng, ông và Tổng giám mục Bình được phép thăm viếng Tổng giám mục Phanxicô Xaviê Nguyễn Văn Thuận trong tù. Tổng Thư ký Thượng Hội đồng Giám mục tái xác nhận với sự tham dự của hai nghị phụ người Việt Nam vào ngày 29 tháng 9 cùng năm. Trong khuôn khổ Thượng Hội đồng, Giáo hoàng Phaolô tổ chức lễ kỷ niệm sinh nhật thứ 80 của mình. Ông chọn ra 10 hồng y đại diện cho tất cả các châu lục cùng đồng tế thánh lễ này. Hồng y Khuê là một trong số mười vị được chọn.
Giáo hoàng Phaolô VI đã có cuộc gặp và trò chuyện riêng với ba giám mục Việt Nam vào ngày 9 tháng 12 năm 1977. Ba vị này gồm Hồng y Khuê, Tổng giám mục phó Hà Nội Giuse Maria Trịnh Văn Căn và Tổng giám mục Thành phố Hồ Chí Minh Nguyễn Văn Bình. Phát biểu trong một cuộc gặp với ba giáo sĩ trên cũng trong một cuộc gặp tháng 12 năm 1977, giáo hoàng cho rằng thế giới đã lãng quên Việt Nam, khi khao khát chiến tranh đã qua đi và khi đất nước này đang tái thiết.
Ngày 6 tháng 8 năm 1978, Giáo hoàng Phaolô VI qua đời. Hồng y đoàn gặp khó khăn khi liên lạc với vị hồng y Hà Nội, khi mối quan hệ giữa Tòa Thánh và Hồng y Khuê. Tuy vậy, đến ngày 14 tháng 8 cùng năm, nguồn tin Vatican xác nhận Hồng y Khuê sẽ được phép tham gia Mật nghị Hồng y. Cũng trong khoảng thời gian này, ông đón tiếp đoàn đại diện Hoa Kỳ đến nghiên cứu và làm việc cùng chính quyền Việt Nam do Tổng Giám mục Hannan dẫn đầu. Hồng y Khuê cũng có cuộc gặp với ông này. Trong khuôn khổ cuộc gặp, hồng y xác nhận các thực hành tín ngưỡng được cho phép tại Việt Nam. Các nhà thờ Công giáo cũng được phép mở cửa.
Sau khi Giáo hoàng qua đời, Hồng y Khuê sang Rôma dự tang lễ và với tư cách thành viên trong Hồng y đoàn, ông dự mật nghị Hồng y bầu Giáo hoàng mới là Giáo hoàng Gioan Phaolô I. Nhưng chưa kịp về lại Việt Nam, tân Giáo hoàng qua đời và Hồng y Khuê ở lại Vatican để tiếp tục tham gia mật viện bầu Giáo hoàng – và lần này là Giáo hoàng Gioan Phaolô II vào ngày 16 tháng 10. Như vậy, Hồng y Trịnh Như Khuê là người đầu tiên của Việt Nam đã tham dự hai lần bầu Giáo hoàng. Ông cũng là một trong hai hồng y cao tuổi nhất tham dự Mật nghị năm 1978.

### Qua đời

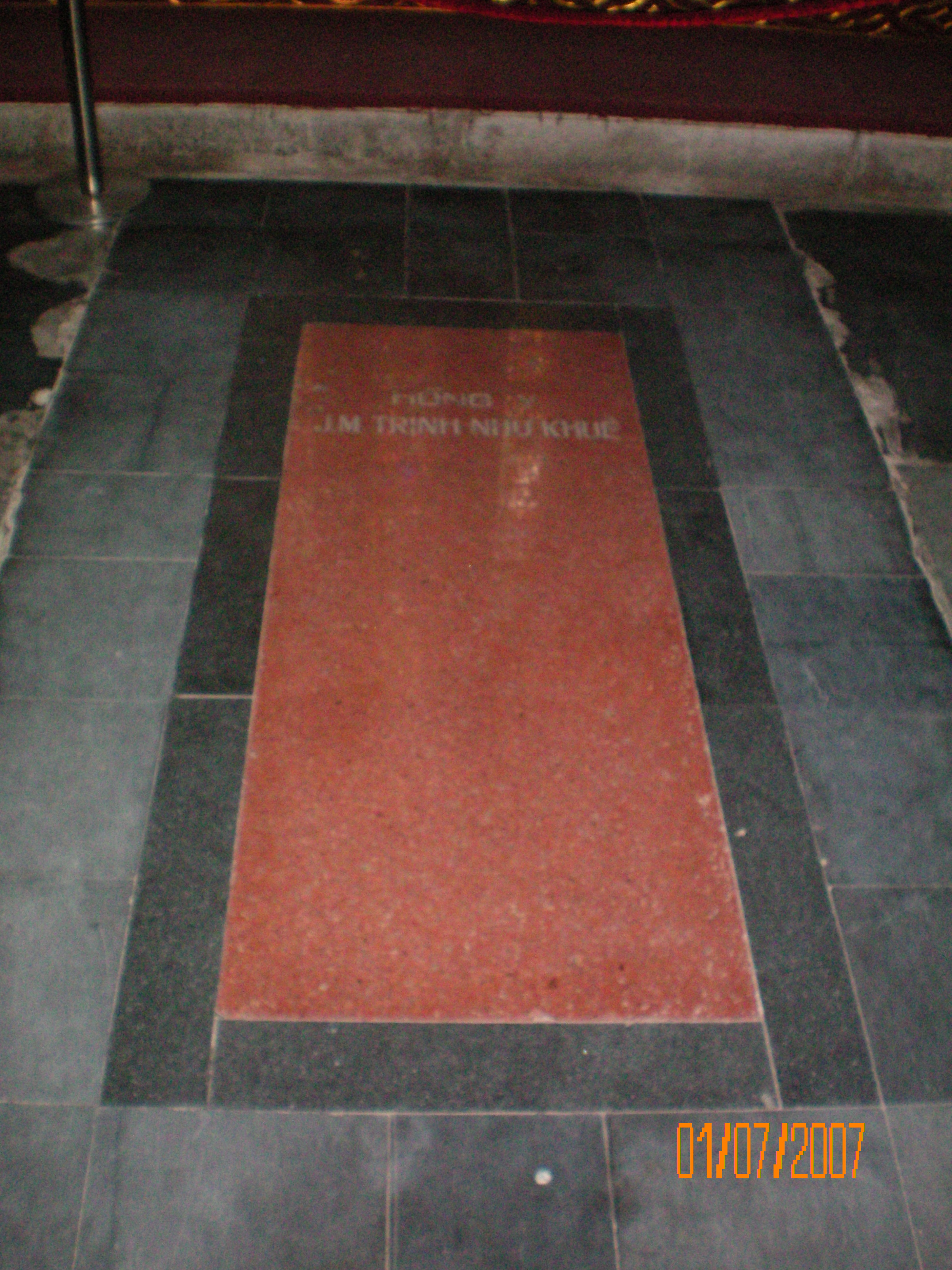
Phần mộ của Hồng y Giuse Maria Trịnh Như Khuê

Ngày 25 tháng 11 năm 1978, Hồng y Khuê về đến Hà Nội. Tối ngày 26 tháng 11, ông cử hành thánh lễ và chủ sự chầu Thánh thể ở Nhà thờ Lớn Hà Nội. Tối ngày 27, ông đột ngột qua đời, thọ 80 tuổi, sau 28 năm trên cương vị Giám mục và hơn 2 năm với tước vị Hồng y. Câu nói cuối cùng của ông trước khi từ giã cõi đời là: Chịu lễ. Cái chết bất ngờ của vị Hồng y làm rộ lên những nghi vấn, nhưng pháp y khẳng định ông bị nhồi máu cơ tim. Nguyên nhân cái chết được loan báo trên các phương tiện truyền thông Công giáo như Vatican Radio là tái phát bệnh viêm phổi. Theo một trong những thành viên của Tổ chức Dịch vụ Cứu trợ Công giáo từng ghé thăm vị Hồng y trước đó không lâu xác nhận cố hồng y sống ở một nhà xứ nhỏ ngoại thành Hà Nội. Nhắc nhớ về cố hồng y, giáo hoàng Phaolô VI nhận định ông là một hồng y kiên cường và trung thành. Cố hồng y là đại diện duy nhất của Giáo hội Việt Nam trong hồng y đoàn và cũng là một trong tám vị hồng y đến từ Á châu. Sau khi Hồng y Khuê qua đời, hồng y đoàn còn 124 vị, với 109 vị dưới 80 tuổi có quyền tham gia Mật nghị.
Trong những cuốn sách phát hành của tác giả Lucien Gregoire, ông này trích dẫn Hồng y Trịnh Như Khuê qua đời vì ung thư tế bào tuyến vùng dạ dày, trùng hợp với căn bệnh ghi trên giấy chứng tử của Hồng y Valerian Gracias, cũng qua đời sau Mật nghị Hồng y tháng 8 năm 1978. Một Hồng y khác là Hồng y người Trung Quốc Phaolô Vu Bân cũng qua đời, với lý do bệnh tim sau mật nghị, dù rằng người thân cận của Hồng y này cho biết ông chưa từng có tiền sử bệnh tim và yêu cầu khám nghiệm tử thi. Tác giả Lucien Gregoire viết trong hai quyển sách của mình là Murder in the Vatican: The CIA and the Bolshevik Pontiff và Murder by the Grace of God: The CIA and Pope John Paul I đều trích dẫn những việc này và riêng trong quyển sách thứ hai kể trên, ông này cho rằng những Hồng y này dường như là nạn nhân trong Mật nghị Hồng y năm 1978.
Lễ tang của Hồng y Trịnh Như Khuê được tổ chức vào ngày 30 tháng 11 do Tổng Giám mục kế vị Giuse Maria Trịnh Văn Căn chủ sự cùng đồng tế với 11 Giám mục, 50 linh mục. Hai vạn giáo dân đã đến quảng trường Đức Mẹ Hà Nội tiễn đưa. Mộ phần cố Hồng y đặt tại gian chính nhà thờ chính tòa Hà Nội, ngay dưới bậc tam cấp giữa nhà thờ dẫn lên cung thánh, đó cũng là ước nguyện của ông, nhắc nhở khi giáo dân lên rước lễ, đặt chân lên phần mộ của ông thì hãy nhớ đến ông và cầu nguyện.
Sau khi Trịnh Như Khuê qua đời hơn 20 năm, năm 2000, tên ông được đặt làm tên đường ở huyện Bình Chánh, Thành phố Hồ Chí Minh. Con đường này dài 2,6 km, vốn là một đường xe lửa cũ thuộc tuyến đường sắt Sài Gòn – Mỹ Tho ngày xưa.

## Nhận định
Viết trong sách Nhân vật Công giáo Việt Nam (tập 4) – Các vị Giám mục một thời đã qua (1933 – 1995), Lê Ngọc Bích đưa ra nhận định về Hồng y Trịnh Như Khuê như sau:
| “ | Từ tháng 4-1950 trong bối cảnh lịch sử Việt Nam có nhiều biến cố đặc biệt: chiến tranh chống Pháp ngày càng ác liệt và lên đỉnh cao vào năm 1954, rồi hiệp định Genève ra đời dẫn đến hoàn cảnh mới của đất nước: miền Bắc tiến lên chủ nghĩa xã hội. Rồi chiến tranh mở rộng ra miền Bắc ngày càng khốc liệt trong chiến lược chiến tranh phá hoại của Mỹ bằng không quân. Và đến tháng 4-1975, chiến tranh kết thúc trong cả nước. Suốt 25 năm làm Giám mục trong hoàn cảnh đất nước như vậy, Giám mục Trịnh Như Khuê đã lãnh đạo giáo dân sống đạo giữ vững đức Tin và làm tròn nhiệm vụ người công dân yêu nước. | ” |

Bài báo Vietnam's cardinal expected in Rome trên tờ Catholic News Agency số ngày 15 tháng 8 năm 1978 có nhận định:
| “ | Đức Hồng y Trịnh, mặc dù có vóc dáng nhỏ bé, đã có một sự kháng cự thầm lặng nhưng đầy can đảm trước những nỗ lực của Cộng sản nhằm thao túng Giáo hội. Ông từ chối lời đề nghị xuất hiện với các quan chức Cộng sản tại các cuộc mít-tinh. Dù chịu áp lực rất lớn, ông đã chống lại lời kêu gọi tham gia bỏ phiếu trong các cuộc bầu cử gian lận tại Hà Nội | ” |

## Tông truyền
Hồng y – Tổng Giám mục Giuse Maria Trịnh Như Khuê, được tấn phong Giám mục năm 1950, dưới thời Giáo hoàng Piô XII, bởi:
- Chủ phong: Đại diện Tông Tòa Hạt Đại diện Tông Tòa Phát Diệm Tađêô Lê Hữu Từ.
- Hai vị Phụ phong: Giám mục Phêrô Maria Phạm Ngọc Chi, Đại diện Tông Tòa Hạt Đại diện Tông Tòa Bùi Chu và Giám mục Francisco Gomez de Santiago, Đại diện Tông Tòa Hạt Đại diện Tông Tòa Hải Phòng.

Hồng y – Tổng Giám mục Giuse Maria Trịnh Như Khuê là Chủ phong nghi thức truyền chức cho các Giám mục:
- Năm 1959, Phaolô Bùi Chu Tạo, cố Giám mục chính tòa Giáo phận Phát Diệm.
- Năm 1960, Đa Minh Maria Đinh Đức Trụ, cố Giám mục chính tòa Giáo phận Thái Bình.
- Năm 1960, Phêrô Nguyễn Huy Quang, cố Giám mục chính tòa Giáo phận Hưng Hóa.
- Năm 1963, Giuse Maria Trịnh Văn Căn, cố Hồng y – Tổng Giám mục đô thành Tổng giáo phận Hà Nội.
- Năm 1963, Phaolô Giuse Phạm Đình Tụng, cố Hồng y – Tổng Giám mục đô thành Tổng giáo phận Hà Nội.
- Năm 1971, Phêrô Maria Nguyễn Văn Năng, cố Giám mục chính tòa Giáo phận Vinh.
- Năm 1975, Đa Minh Maria Lê Hữu Cung, cố Giám mục chính tòa Giáo phận Bùi Chu.

Hồng y – Tổng Giám mục Giuse Maria Trịnh Như Khuê là Phụ phong nghi thức truyền chức cho Giám mục:
- Năm 1952, Paul Léon Seitz Kim, cố Giám mục chính tòa Giáo phận Kon Tum.